# Agave americana
Agave americana, conhecida popularmente como agave, pita ou piteira, é uma planta originária do México e Antilhas. Suas folhas de bordas espinhosas são distribuídas em roseta, podendo atingir até três metros de comprimento. Sua floração é ocasional, podendo atingir até 8 m de altura. Foi a primeira espécie de Agave a ser levada para a Europa onde por muito tempo acreditou-se que planta somente florescia apos atingir cem anos de idade. Popularmente atribui-se o nome de variedade marginata para aquelas plantas que tem as margens das folhas amarelas. Na medicina, o açúcar agavose produzida pela Agave americana é usada como diurético e laxante.

## Princípios ativos
- glicosídeos
- saponinas
- hecogenina